# Abyssochitonidae
Abyssochitonidae is een familie van keverslakken.

## Kenmerken
Het zijn kleine tot middelgrote keverslakken. De bovenzijde van de zoom is met losstaande lange stekels bezet. De onderzijde is onbedekt. De voorste plaat is halfcirkelvormig. De achterste plaat is afgeplat. De bovenzijde van de platen is glad en heeft zelden een sculptuur.

## Verspreiding en leefgebied
Ze leven uitsluitend in diep water en bewonen gezonken hout dat hen ook tot voedsel dient. Ze komen in de meeste zeeën voor.

## Taxonomie
Het volgende geslacht is bij de familie ingedeeld:
- Ferreiraella Sirenko, 1988[2]